# Région de Melotte
Melotte Regio
Pour les articles homonymes, voir Melotte.
La région de Melotte (désignation internationale : Melotte Regio) est une région de 4 100 km de diamètre située sur Ganymède. Elle a été nommée en référence à Philibert Jacques Melotte, astronome britannique.